# Txumari Alfaro
Txumari Alfaro (Arguedas, Navarra, España; 25 de diciembre de 1952) es un naturópata y presentador de televisión español.

## Biografía
Txumari Alfaro (Arguedas, Navarra, 25 de diciembre de 1952), dedicado a la naturopatía, también con conocimientos de iridiología, una disciplina que pretende diagnosticar a través del análisis del iris del paciente, y de acupuntura, una terapia tradicional china que emplea agujas en distintos puntos del cuerpo con la intención de aliviar dolencias. 
Dirigíó desde 1988 un Centro Médico Naturista y en 1996 se convirtió en un rostro conocido en España al comenzar a presentar el programa de televisión La Botica de la Abuela, en TVE; un espacio en el que se aconsejaba sobre remedios tradicionales para todo tipo de afecciones y dolencias, como alternativa a los productos farmacéuticos convencionales.
Dos años después se incorporaba a la plantilla del espacio Sabor a ti, de Ana Rosa Quintana hasta que finalmente, en 2000, se le encarga de nuevo en Antena 3, un nuevo programa similar a La botica de la abuela y que llevó el título de La botica de Txumari. El programa, sin embargo, sólo se mantuvo en antena entre enero y abril de aquel año. 
Posteriormente, entre septiembre y diciembre de 2005 colaboró en el espacio de Telecinco A tu lado, que presentaba Emma García, con la sección Los consejos de Txumari, que sin embargo sería retirada a causa de los bajos índices de audiencia logrados.
En 2007 publicó el libro Un cuerpo para toda una vida.
En septiembre de 2008 colaboró en el programa Salud a la carta, de La Sexta.
En mayo de 2011, Intereconomía TV emitió el programa Los consejos de Txumari, sección breve que él mismo dirigía y presentaba, y que duró poco tiempo en antena.

## Polémicas
Los consejos médicos de Txumari Alfaro no han estado ausentes de polémica. Numerosos medios de comunicación, redes sociales y comunidades médicas como la catalana en 2018 ya expresaron su indignación por sacar de contexto alguna de sus palabras, ya que en una de sus charlas hablando sobre el cáncer dijo de "no hacer nada"  refiriéndose al plano emocional, pero después añadió que las pacientes debían seguir sus tratamientos con sus oncólogos.